# Saison 2023-2024 du Toulouse Football Club
Maillots
Chronologie
Saison précédente Saison suivante
La saison 2023-2024 du Toulouse Football Club voit le club s'engager dans la Ligue 1, après avoir terminé 13e la saison précédente, la Ligue Europa 2023-2024, la Coupe de France et le Trophée des champions.
Damien Comolli entame sa quatrième saison en tant que président.
Carles Martinez Novell entame sa première saison en tant qu'entraîneur.

## Transferts

### Mercato d'été

#### Départs
Après une saison au club, Cháris Tsingáras retourne au PAOK Salonique.
Après deux saisons au club, Philippe Montanier est remercié du Toulouse FC.
Branco van den Boomen quitte le Toulouse FC et s'engage avec l'Ajax Amsterdam.
Stijn Spierings quitte le Toulouse FC et s'engage avec le RC Lens.
Brecht Dejaegere quitte le Toulouse FC et s'engage avec le Charlotte FC.
Maxime Dupé quitte le Toulouse FC et s'engage avec le RSC Anderlecht.
Rhys Healey quitte le Toulouse FC et s'engage avec le Watford FC.
Veljko Birmančević est prêté avec option d'achat au Sparta Prague.
Tom Rapnouil quitte le Toulouse FC et s'engage avec le CSKA 1948 Sofia.
Sam Sanna quitte le Toulouse FC et s'engage avec le Stade lavallois.
Saïd Hamulic est prêté avec option d'achat au Vitesse Arnhem.
Rafael Ratão quitte Toulouse FC et s'engage au EC Bahia.
Kjetil Haug est prêté sans option d'achat au Sarpsborg 08 FF.
Ado Onaiwu quitte le Toulouse FC et s'engage avec l'AJ Auxerre.
Farès Chaïbi quitte le Toulouse FC et s'engage avec l'Eintracht Francfort.
Anthony Rouault est prêté sans option d'achat au VfB Stuttgart.

#### Arrivées
Yanis Begraoui revient de son prêt du Pau FC.
Junior Flemmings revient de son prêt du Chamois niortais FC.
Mamady Bangré revient de son prêt de l'US Quevilly-Rouen.
Sam Sanna revient de son prêt du Stade lavallois.
Tom Rapnouil revient de son prêt du Botev Vratsa.
Kléri Serber revient de son prêt du Botev Vratsa.
Naatan Skyttä revient de son prêt du Odense Boldklub.
César Gelabert signe au Toulouse FC pour une durée de 4 ans.
Ibrahim Cissoko signe au Toulouse FC pour une durée de 4 ans.
Cristian Cásseres Jr. signe au Toulouse FC pour une durée de 4 ans.
Frank Magri signe au Toulouse FC pour une durée de 3 ans.
Álex Domínguez signe au Toulouse FC.
Niklas Schmidt signe au Toulouse FC pour une durée de 4 ans.
Aron Dønnum signe au Toulouse FC pour une durée de 4 ans.

### Mercato d'hiver
Le mercato hivernal de Toulouse compte trois arrivées (deux transferts et un retour de prêt) pour cinq départs, cinq joueurs prêtés.

#### Départs
Oliver Zandén est prêté avec option d'achat au Randers FC.
Yanis Begraoui est de nouveau prêté sans option d'achat au Pau FC.
Saïd Hamulic est prêté avec option d'achat au Lokomotiv Moscou.
Mamady Bangré est prêté avec option d'achat au ES Troyes AC.
Kléri Serber (en) est prêté sans option d'achat au Botev Vratsa.

#### Arrivées
Yann Gboho signe au Toulouse FC en provenance du Cercle Bruges KSV pour un montant estimé à 2,5 millions d’euro
Shavy Babicka signe au Toulouse FC en provenance du Cercle Bruges KSV pour un montant estimé à 2,75 millions d’euro
Kjetil Haug revient de son prêt au Sarpsborg 08 FF (les saisons norvégiennes se déroulent sur des années calendaires).

## Joueurs et encadrement technique

### Effectif professionnel actuel
Le tableau ci-dessous recense l'effectif professionnel actuel du Toulouse Football Club pour la saison 2023-2024.
En grisé, les sélections de joueurs internationaux chez les jeunes mais n'ayant jamais été appelés aux échelons supérieurs une fois l'âge-limite dépassé ou les joueurs ayant pris leur retraite internationale.

## Compétitions

### Trophée des champions
Initialement prévu pour le 5 août 2023 au stade Rajamangala de Bangkok, en Thaïlande, l'édition 2023 du Trophée des Champions se tiendra en janvier 2024. En mai 2023, le groupe Fresh Air Festival, l'organisateur thaïlandais de la compétition, émet le souhait de se désengager de l'événement pour des raisons inconnues. Cette décision conduit à l'annulation de la rencontre. Le 5 juin 2023, Vincent Labrune, président de la LFP, confirme que le match aura bien lieu en janvier 2024, dans un pays étranger.
Cette édition de la compétition opposera le Paris Saint-Germain, champion de France de l'édition 2022-2023 de la Ligue 1, au Toulouse FC, vainqueur de l'édition 2022-2023 de la Coupe de France.

#### Championnat
La Ligue 1 2023-2024 est la quatre-vingt-sixième édition de Ligue 1. L'épreuve est disputée par dix-huit clubs réunis dans un seul groupe et se déroulant par matches aller et retour, soit une série de trente-quatre rencontres.

### Retour

#### Classement
| Rang | Équipe               | Pts | J  | G  | N  | P  | Bp | Bc | Diff |
| ---- | -------------------- | --- | -- | -- | -- | -- | -- | -- | ---- |
| 9    | Stade de Reims       | 47  | 34 | 13 | 8  | 13 | 42 | 47 | −5   |
| 10   | Stade rennais FC     | 46  | 34 | 12 | 10 | 12 | 53 | 46 | +7   |
| 11   | Toulouse FC          | 43  | 34 | 11 | 10 | 13 | 42 | 46 | −4   |
| 12   | Montpellier HSC      | 41  | 34 | 10 | 12 | 12 | 43 | 48 | −5   |
| 13   | RC Strasbourg Alsace | 39  | 34 | 10 | 9  | 15 | 38 | 50 | −12  |

1. ↑  Retrait de 1 points.

#### Évolution du classement et des résultats
| Journée  | 1 | 2 | 3  | 4  | 5  | 6  | 7  | 8  | 9  | 10 | 11 | 12 | 13 | 14 | 15 | 16 | 17 | 18 | 19 | 20 | 21 | 22 | 23 | 24 | 25 | 26 | 27 | 28 | 29 | 30 | 31 | 32 | 33 | 34 |
| -------- | - | - | -- | -- | -- | -- | -- | -- | -- | -- | -- | -- | -- | -- | -- | -- | -- | -- | -- | -- | -- | -- | -- | -- | -- | -- | -- | -- | -- | -- | -- | -- | -- | -- |
| Rang     | 4 | 7 | 11 | 12 | 13 | 15 | 11 | 10 | 10 | 12 | 14 | 14 | 15 | 15 | 15 | 15 | 16 | 14 | 14 | 12 | 14 | 13 | 11 | 10 | 11 | 11 | 11 | 11 | 11 | 11 | 10 | 11 | 10 | 11 |
| Résultat | V | N | D  | N  | N  | D  | V  | N  | N  | D  | D  | N  | D  | N  | D  | N  | D  | V  | D  | V  | D  | V  | V  | V  | D  | D  | V  | N  | V  | N  | V  | D  | V  | D  |

## Statistiques
Les statistiques de buteurs et passeurs sont celles des organisateurs des compétitions, le LFP pour la Ligue 1,,, l'UEFA pour la Ligue Europa,.

### Statistiques des buteurs
| R     | Nom                     | Ligue 1 | Ligue Europa | Coupe de France | Total |
| ----- | ----------------------- | ------- | ------------ | --------------- | ----- |
| 1     | Thijs Dallinga          | 14      | 4            | 1               | 19    |
| 2     | Vincent Sierro          | 6       |              |                 | 6     |
| 2     | Frank Magri             | 5       | 1            |                 | 6     |
| 4     | Zakaria Aboukhlal       | 3       |              |                 | 3     |
| 4     | Yann Gboho              | 3       |              |                 | 3     |
| 6     | Gabriel Suazo           |         | 2            |                 | 2     |
| 6     | Naatan Skyttä           |         |              | 2               | 2     |
| 6     | Christian Mawissa Elebi | 2       |              |                 | 2     |
| 6     | Rasmus Nicolaisen       | 2       |              |                 | 2     |
| 10    | César Gelabert          | 1       |              |                 | 1     |
| 10    | Niklas Schmidt          | 1       |              |                 | 1     |
| 10    | Aron Dønnum             |         | 1            |                 | 1     |
| 10    | Logan Costa             | 1       |              |                 | 1     |
| 10    | Shavy Babicka           | 1       |              |                 | 1     |
| 10    | Mikkel Desler           |         | 1            |                 | 1     |
| 10    | Cristian Cásseres Jr.   | 1       |              |                 | 1     |
| 10    | Moussa Diarra           | 1       |              |                 | 1     |
| 10    | Ibrahim Cissoko         | 1       |              |                 | 1     |
| Total | Total                   | 42      | 9            | 3               | 54    |

### Statistiques des passeurs
| R     | Nom                   | Ligue 1 | Ligue Europa | Coupe de France | Total |
| ----- | --------------------- | ------- | ------------ | --------------- | ----- |
| 1     | Gabriel Suazo         | 4       | 1            |                 | 5     |
| 2     | Thijs Dallinga        | 2       | 2            |                 | 4     |
| 3     | Aron Dønnum           | 1       | 2            |                 | 3     |
| 3     | César Gelabert        | 2       | 1            |                 | 3     |
| 3     | Vincent Sierro        | 2       | 1            |                 | 3     |
| 3     | Cristian Cásseres Jr. | 3       |              |                 | 3     |
| 3     | Warren Kamanzi        | 3       |              |                 | 3     |
| 8     | Frank Magri           | 2       |              |                 | 2     |
| 8     | Yann Gboho            | 2       |              |                 | 2     |
| 8     | Niklas Schmidt        | 2       |              |                 | 2     |
| 8     | Moussa Diarra         | 2       |              |                 | 2     |
| 12    | Mamady Bangré         | 1       |              |                 | 1     |
| 12    | Mikkel Desler         | 1       |              |                 | 1     |
| 12    | Farès Chaïbi          | 1       |              |                 | 1     |
| 12    | Logan Costa           | 1       |              |                 | 1     |
| 12    | Ibrahim Cissoko       | 1       |              |                 | 1     |
| 12    | Stijn Spierings       | 1       |              |                 | 1     |
| Total | Total                 | 29      | 7            |                 | 36    |